# Tåsjön (Bergstena socken, Västergötland)
Tåsjön är en sjö i Vårgårda kommun i Västergötland och ingår i Göta älvs huvudavrinningsområde. Sjön är 4 meter djup, har en yta på 0,502 kvadratkilometer och befinner sig 123,6 meter över havet. Sjön avvattnas av vattendraget Svartån.

## Delavrinningsområde
Tåsjön ingår i det delavrinningsområde (643900-132050) som SMHI kallar för Mynnar i Säveån. Medelhöjden är 113 meter över havet och ytan är 46,82 kvadratkilometer. Det finns inga avrinningsområden uppströms utan avrinningsområdet är högsta punkten. Svartån som avvattnar avrinningsområdet har biflödesordning 3, vilket innebär att vattnet flödar genom totalt 3 vattendrag innan det når havet efter 84 kilometer. Avrinningsområdet består mestadels av skog (39 %), öppen mark (13 %), jordbruk (30 %) och sankmarker (15 %). Avrinningsområdet har 0,85 kvadratkilometer vattenytor vilket ger det en sjöprocent på 1,8 %. Bebyggelsen i området täcker en yta av 0,26 kvadratkilometer eller 1 % av avrinningsområdet.